# Vienna (New York)
Vienna è un comune degli Stati Uniti d'America, situato nello stato di New York, nella contea di Oneida.